# Clivus Suburanus

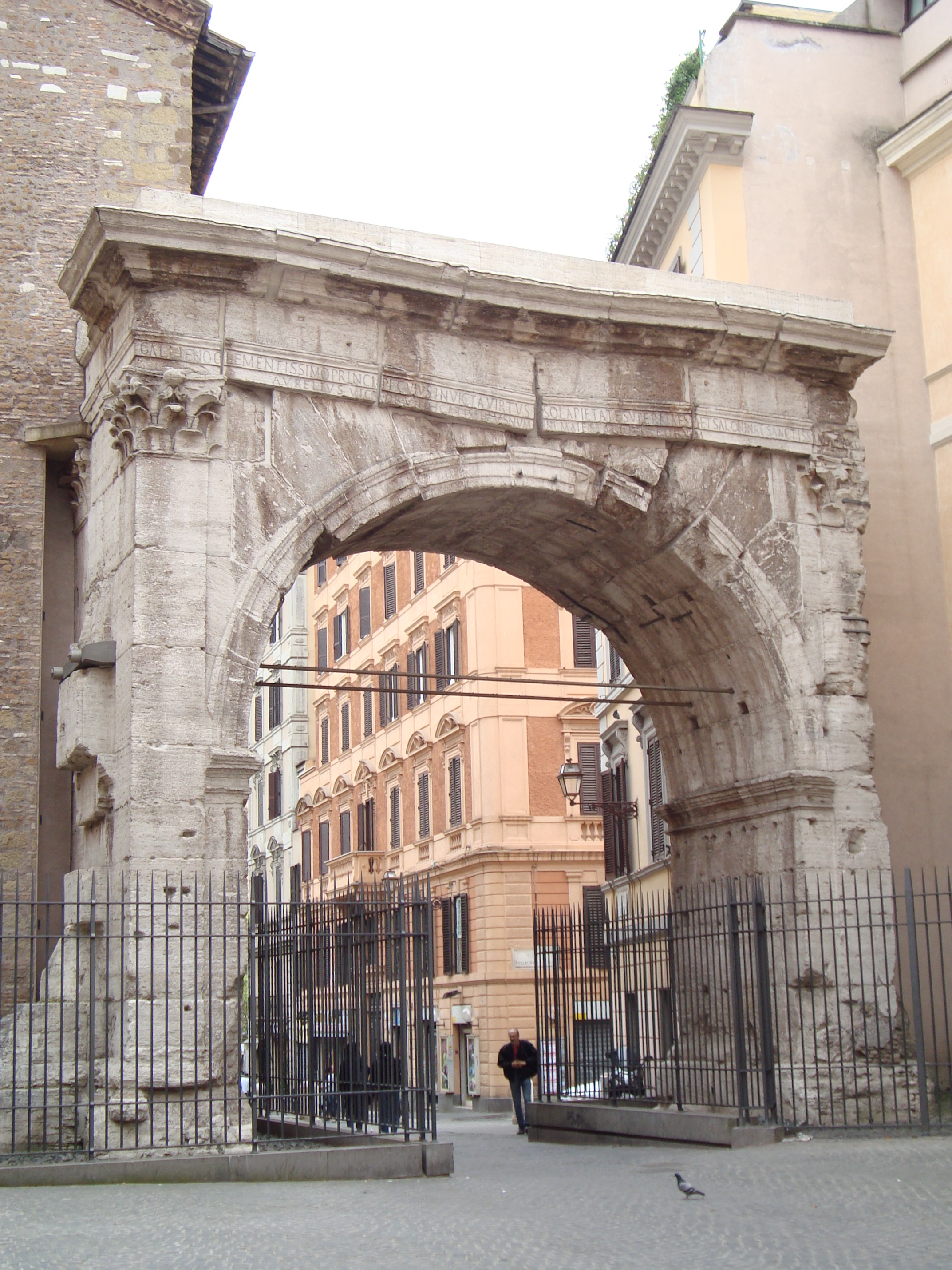
Arc de Gallien

Le clivus Suburanus (littéralement « chemin en pente de Subure ») est une rue de la ville de Rome durant l'Antiquité, une continuation irrégulière de la vallée de la Subure. Elle s'étend des collines Oppius et Cispius, qui constituent une extension du mont Esquilin, jusqu'à la Porte Esquiline dans la Muraille servienne,. Les restes de revêtements de sol montrent que le clivus Suburanus suit le chemin des actuelles Via di Santa Lucia in Selci, Via di San Martino et Via di San Vito.